# 아메리칸 프로메테우스
아메리칸 프로메테우스 - 로버트 오펜하이머 평전(영어 원제: American Prometheus: The Triumph and Tragedy of J. Robert Oppenheimer, 아메리칸 프로메테우스: J. 로버트 오펜하이머의 성취과 비극)은 카이 버드와 마틴 셔윈이 쓴 로버트 오펜하이머의 전기이다. 2005년 알프레드 A. 크노프에서 출판되어 2006년 퓰리처상 전기 또는 자서전 부문을 수상했다. 2011년 사이언스북스에서 한국어로 출판되었다.

## 영화화
크리스토퍼 놀란 감독이 연출하는 전기 영화 오펜하이머는 이 책을 원작으로 한다.